# Dauschkaul (kanton Mersch)
Dauschkaul – mała miejscowość (lieu-dit) w środkowym Luksemburgu, w kantonie Mersch, w gminie Lorentzweiler. Do 3 października 2015 miejscowość leżała w dystrykcie Luksemburg.